# ことぶき浴場
ことぶき浴場（ことぶきよくじょう）は、愛知県春日井市ことぶき町26にあった公衆浴場（銭湯）。戦前に公衆浴場として開湯し、1954年（昭和29年）に制定された「春日井市ことぶき町」の由来にもなった。1964年（昭和39年）には経営者が後退し、2012年10月30日に閉湯した。

## 歴史

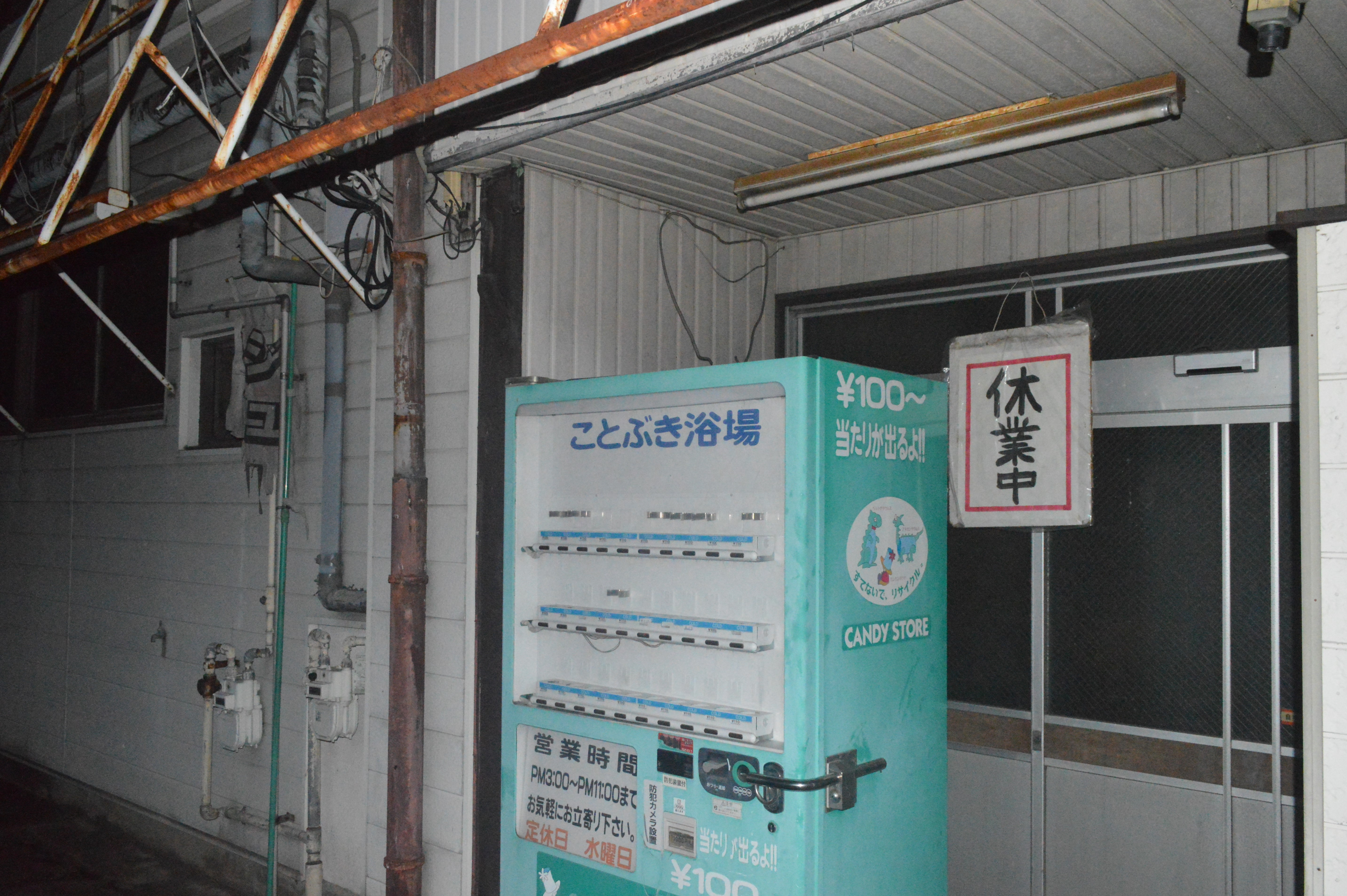
ことぶき浴場

戦前の東春日井郡鳥居松村には陸軍造兵廠の鳥居松製造所があり、周辺で唯一の浴場としてことぶき浴場があった。1943年（昭和18年）には春日井市が発足している。管理人の赤坂二三男は、町民の事務手続きや個人的相談にも乗るほど顔が広く、1954年（昭和29年）9月15日に「春日井市大字八幡字右エ門南」が区画整理事業によって「春日井市ことぶき町」となった際には、町名の決定にも関与している。区画整理前の小字時代からの居住者は少なく、数少ない公共的施設としてことぶき浴場があったため、町名に採用されたのである。
春日井市勝川地区（旧・東春日井郡勝川町）で映画館「勝川シネマ」を経営していた各務十四冬は、テレビが普及するにつれて映画館の収支が悪化するのを実感していた。旧東京オリンピックが開催された1964年（昭和39年）、各務はついに勝川シネマを閉館させた。前年の1963年（昭和38年）にはことぶき浴場の払い下げを受けており、各務は1964年に銭湯「ことぶき浴場」の営業を開始した。当時は自宅に風呂がないのが当たり前の時代であり、みな裸で銭湯に通っていた。各務は「風呂屋なら長く営業できるのでは」という打算からことぶき浴場を開業させたのである。
経営者の各務十四冬は30代後半でことぶき浴場を開湯させてから、86歳で閉湯する2012年（平成24年）まで一人で銭湯を切り盛りしていた。各務は番台に座り、女湯の脱衣所の主婦や、コーヒー牛乳を飲み干す老人を眺めた。愛知県公衆浴場業生活衛生同業組合によると、2012年（平成24年）時点で春日井市内の銭湯はことぶき浴場も含めて4軒にまで減っていた。各務は閉湯までいつもと変わることなく営業を続け、ことぶき浴場は2012年（平成26年）10月30日に閉湯した。10年以上建物が現存していたが2024年（令和6年）2月29日頃にはことぶき浴場本体及び駐車場が解体され更地となっている。同年6月15日現在分譲住宅6軒の建設工事中となっている。2024年時点で春日井市内の銭湯は名鉄小牧線味美駅の目の前の銭湯と春日井駅 (JR東海)から近い銭湯の2軒にまで減っている。

## 特徴
浴場で真上に直立する太い煙突には「ことぶき浴場」の文字が刻まれている。地元の春日井市では裸でのつき合いができる名物銭湯として知られた。開湯時間は15時30分であり閉湯時間は23時。定休日は水曜日。駐車場もあり車での来訪もOK。露天風呂はないが電気風呂はあった。ことぶき浴場では燃料に薪を用いており、着火までに時間がかかったり火加減が難しいのだが、客からはしばしば「（薪で温めた湯は）湯あたりが優しい」と言われるという。なおこのお世辞は科学的な根拠に基づくものではない。